# Comuna Poiana Ilvei, Bistrița-Năsăud
Poiana Ilvei (mai demult Sâniosif) este o comună în județul Bistrița-Năsăud, Transilvania, România, formată numai din satul de reședință cu același nume.
Comuna a fost înființată prin Legea Nr. 262 din 13 iunie 2003, publicată în Monitorul Oficial Nr. 434 din 19 iunie 2003.

## Așezare
Localitatea Poiana Ilvei este situată în partea nord-estică a județului, la poalele munților Rodnei și este străbătută de valea Ilvei.

## Demografie
Componența etnică a comunei Poiana Ilvei
     Români (95,79%)
     Alte etnii (0%)
     Necunoscută (4,21%)
Componența confesională a comunei Poiana Ilvei
     Ortodocși (88,69%)
     Penticostali (6,36%)
     Alte religii (0,59%)
     Necunoscută (4,36%)
Conform recensământului efectuat în 2021, populația comunei Poiana Ilvei se ridică la 1.353 de locuitori, în scădere față de recensământul anterior din 2011, când fuseseră înregistrați 1.407 locuitori. Majoritatea locuitorilor sunt români (95,79%), iar pentru 4,21% nu se cunoaște apartenența etnică. Din punct de vedere confesional, majoritatea locuitorilor sunt ortodocși (88,69%), cu o minoritate de penticostali (6,36%), iar pentru 4,36% nu se cunoaște apartenența confesională.

## Politică și administrație
Comuna Poiana Ilvei este administrată de un primar și un consiliu local compus din 9 consilieri. Primarul, Ioan Scridonesi[*], de la Partidul Social Democrat, este în funcție din 2016. Începând cu alegerile locale din 2024, consiliul local are următoarea componență pe partide politice:
|  | Partid                          | Consilieri | Componența Consiliului | Componența Consiliului | Componența Consiliului | Componența Consiliului | Componența Consiliului |
|  | ------------------------------- | ---------- | ---------------------- | ---------------------- | ---------------------- | ---------------------- | ---------------------- |
|  | Partidul Social Democrat        | 5          |                        |                        |                        |                        |                        |
|  | Alianța pentru Unirea Românilor | 2          |                        |                        |                        |                        |                        |
|  | Partidul Național Liberal       | 1          |                        |                        |                        |                        |                        |
|  | Alianța Dreapta Unită           | 1          |                        |                        |                        |                        |                        |

## Atracții turistice
- Biserica greco-catolică din satul Poiana Ilvei, biserică de zid construită în anul 1903, folosită din 1948 ca biserică ortodoxă
- Muzeul țăranului român
- Muzeul cinegetic
- Munții Rodnei

Imagini
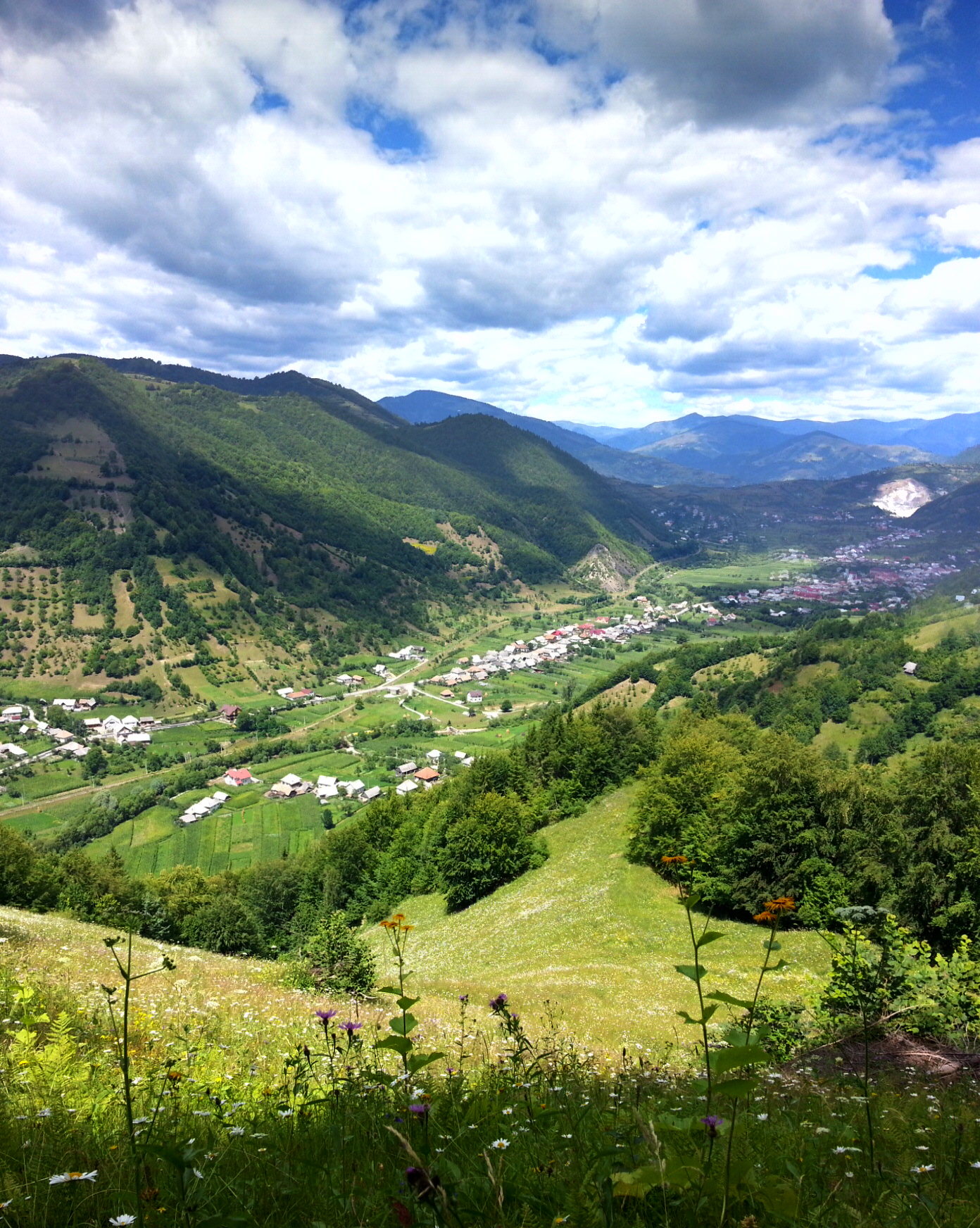
Vedere panoramică
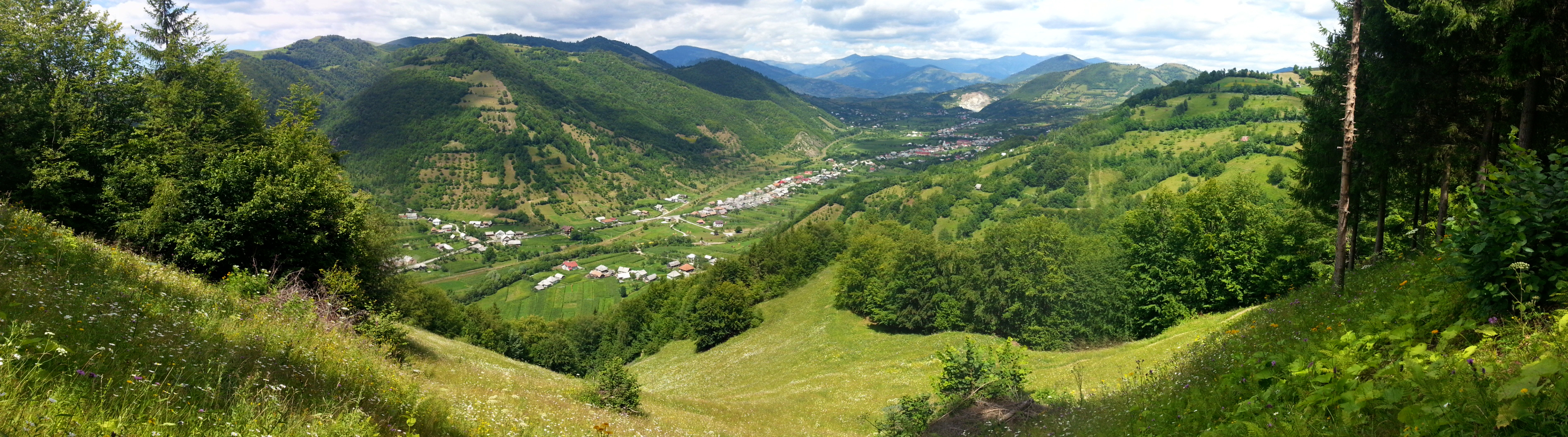
Vedere panoramică
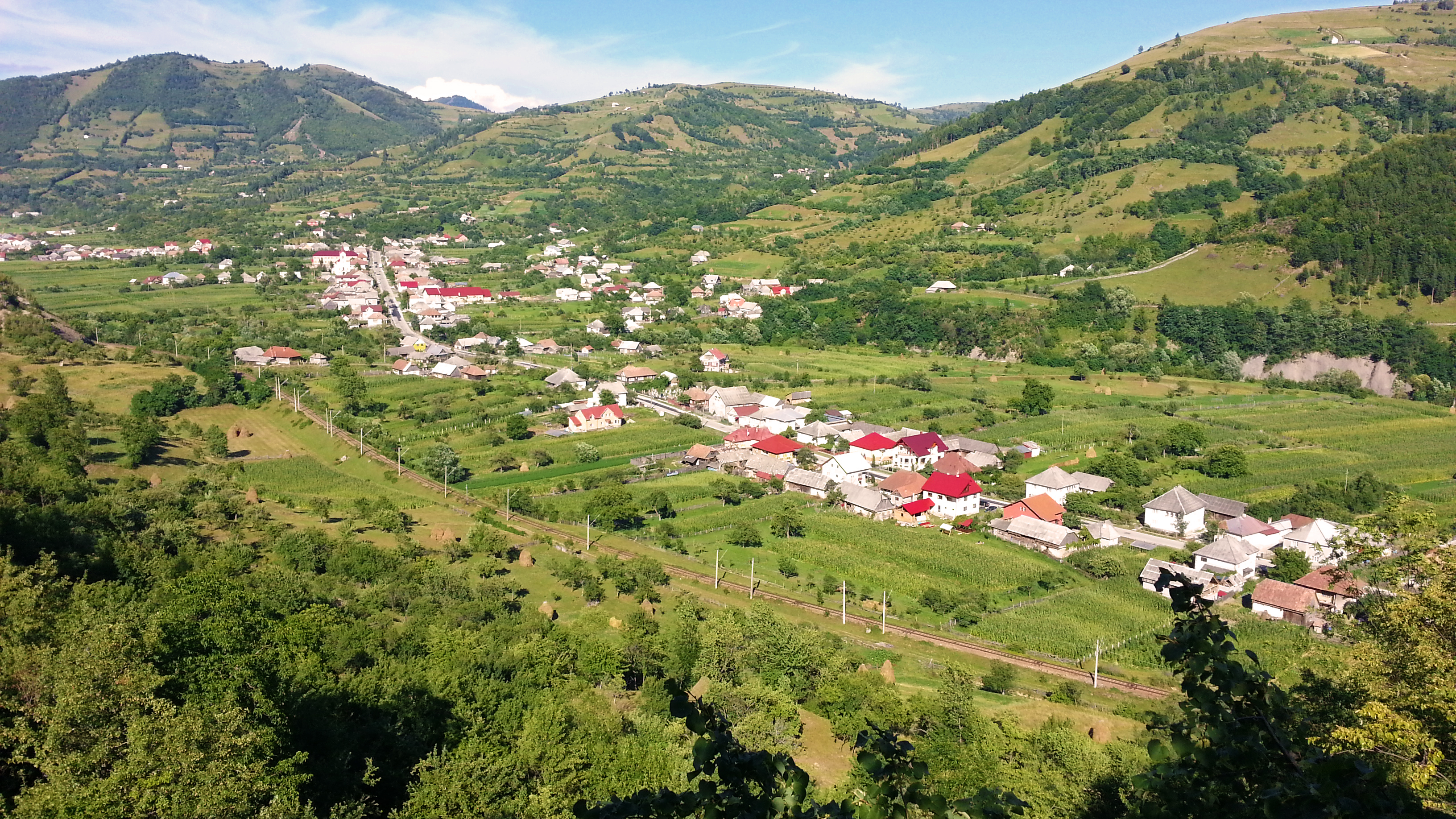
Vedere panoramică
Poiana Ilvei iarna, vedere 360° din sat